# 조부 (중산왕)
중산왕 조부(中山王 曹孚, ? ~ ?)는 조위의 제후왕으로, 중산공왕의 아들이다.

## 행적
청룡 3년(235년), 중산공왕의 뒤를 이어 중산왕에 봉해졌다. 경초·정원·경원 연간에 봉읍이 늘어나 3,400호에 이르렀다.

## 출전
- 진수, 《삼국지》 권20 위지 무문세왕공전

| 전임 아버지 중산공왕 조곤 | 조위의 중산왕 235년 ~ 265년? | 후임 (조위 멸망) |